# Le Capitalisme à visage humain
 (octobre 2022).
 (septembre 2022).
Le Capitalisme à visage humain, sous-titré Ce que chaque étudiant en économie doit savoir (Foundations of Real-World Economics: What Every Economics Student Needs to Know) est un livre publié en 2019 par John Komlos qui soutient que les bouleversements du XXIe siècle, qui comprennent la bulle Internet, la crise financière de 2008, la montée du populisme de droite, la pandémie de Covid-19[Quoi ?] et les nombreuses guerres ne peuvent être interprétées de manière adéquate par l'économie conventionnelle ancrée dans les idées du XXe siècle,,,.

## Résumé
Le livre décrit les conditions des personnes lésées par les politiques économiques des économistes néolibéraux. Il critique ceux qui ont préconisé de réduire les impôts et de réduire les budgets de l'État, ceux qui ont soutenu la déréglementation qui a abouti à la débâcle de 2008 et ceux qui ont préconisé l'hypermondialisation qui a conduit à la ceinture de rouille (Rust Belt) et à la montée du mécontentement,,.
L'ouvrage examine la façon dont l'économie fonctionne réellement pour le citoyen moyen plutôt que la façon dont les universitaires l'imaginent dans les salles de classe. Il présente une autre perspective de l'économie ; il montre que le modèle de l'être rationnel homo-ocoenomicus ne fonctionne pas dans le monde réel. Il montre que les oligopoles décrivent bien mieux les géants multinationaux d'aujourd'hui que le cadre de la concurrence parfaite,,,.
Ce livre universitaire démontre combien il est illusoire d'appliquer des modèles trop simplifiés au monde réel. Le livre reprend les propos de Daniel Kahneman sur l'économie comportementale, de John Kenneth Galbraith sur la nécessité d'un contre-pouvoir, d'Anne Case et Angus Deaton sur les « morts de désespoir », de Hyman Minsky sur l'instabilité financière, de Paul Krugman sur la nouvelle théorie du commerce, de John Rawls sur la justice, de Joseph Stiglitz sur l'évidement de la classe moyenne, de Herbert A. Simon sur la rationalité limitée et de Thorstein Veblen sur la consommation ostentatoire. Le livre plaide pour une « économie humaniste » et un « capitalisme à visage humain ».

## Traduction
Le livre a été traduit en russe, allemand, hongrois, roumain et chinois.